# 松尾恵輔
松尾 恵輔（まつお けいすけ）は、日本のジャーナリスト。NHK放送総局報道局国際部記者。

## 経歴
2010年4月、NHKに入局。同期は 白河真梨奈、アナウンサーには大橋拓・岡崎太希・栗原望・酒井良彦・高木優吾・中沢圭吾・西阪太志・宮崎慶太・松田雄偉・三平泰丈、大成安代(退職)・桑子真帆・田中泉(退職)がいる。
初任地NHK静岡放送局での地方記者を経て、報道局社会部に配属。
社会部では 厚生労働省の担当記者として、労働や雇用問題を中心に取材を担当。
10年間の経験を経て、11年目となる2020年からは 報道局国際部に異動。同年6月からは海外渡航し、NHKアジア総局に配属。タイやラオスの取材を担当。